# 포럼 쇼핑
포럼 쇼핑이란 유리한 재판관할권을 찾아 재판을 하는 것을 말한다.

## 한국
대한민국 민사소송법은 민사소송의 당사자와 소송관계인은 신의에 따라 성실하게 소송을 수행하여야 하므로 포럼 쇼핑 등으로 관할선택권을 남용하여서는 안된다.

### 판례
- 변호사 甲과 乙사찰이， 소송위임계약으로 인하여 생기는 일체 소송은 전주지방 법원을 관할 법원으로 하기로 합의하였는 데， 甲이 乙 사찰을 상대로 소송위임계약에 따른 성공보수금 지급 청구 소송을 제기하 면서 乙사찰의 대표단체인 丙 재단을 공동 피고로 추가하여 丙 재단의 주소지를 관할하는 서울중앙지방법원에 소를 제기한 사안 에서， 乙 사찰은 종단에 등록을 마친 사찰로 서 독자적인 권리능력과 당사자능력을 가지고， 乙 사찰의 甲에 대한소송위임약정에 따 른 성공보수금 채무에 관하여 丙 재단이 당 연히 연대채무를 부담하게 되는 것은 아니며， 법률전문가인 甲으로서는 이러한 점을 잘 알고 있었다고 보아야 할 것인데， 甲이 위 소송을 제기하면서 丙 재단을 공동피고 로 주가한 것은 실제로는 丙 재단을 상대로 성공보수금을 청구할 의도는 없으면서도 단 지 丙 재단의 주소지를 관할하는 서울중앙지방법원에 관할권을 생기게 하기 위함이라고 할 것이고， 따라서 甲의 위와 같은 행위는 관할선택권의 남용으로서 신의칙에 위반하 여 허용될 수 없으므로 관련재판적에 관하 민사소송법 제25조는 적용이 배제되어 서울중앙지방법원에는 甲의 乙 사찰에 대한 청구에 관하여 관할권이 인정되지 않는다[2]